# Wei Jianxing

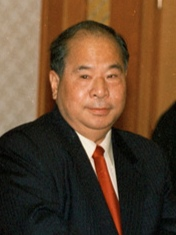
Wei Jianxing

Wei Jianxing (chinesisch 尉健行, Pinyin Wèi Jiànxíng; * 1931 in Xinchang (Provinz Zhejiang); † 7. August 2015 in Peking) war ein chinesischer kommunistischer Politiker, ehemaliger Vorsitzender der Zentralen Disziplinarkommission und ehemaliges Mitglied des Ständigen Ausschusses des Politbüros der Kommunistischen Partei Chinas.

## Studium und berufliche Laufbahn
Wei, der bereits 1949 der Kommunistischen Partei Chinas (KPCh) beitrat, absolvierte ein Studium des Maschinenbaus am Ingenieurinstitut von Dalian, das er 1952 mit einer Graduierung zum Ingenieur abschloss. Anschließend absolvierte er von 1953 bis 1955 ein Betriebsstudium in einer Aluminiumfabrik in der Sowjetunion.
Nach seiner Rückkehr nach China war er 25 Jahre in einem Aluminiumwerk in Nordostchina tätig. Während dieser Zeit stieg er bis 1980 vom stellvertretenden Leiter und Leiter eines Betriebsteils zum Produktionsdirektor, Vorsitzenden des Revolutionskomitees des Werkes, Sekretär des Parteikomitees und schließlich zum Direktor des Werkes auf.

## Aufstieg zum Mitglied des Ständigen Ausschusses des Politbüros
Anschließend absolvierte er von 1980 bis 1981 ein Kaderstudium an der Parteischule des Zentralkomitees (ZK). Danach war er bis 1983 stellvertretender Sekretär des Parteikomitees und Bürgermeister der Stadt Harbin in der Provinz Heilongjiang. 1982 wurde er auf dem 12. Parteitag der KPCh zum Kandidaten des ZK gewählt.
Von 1983 bis 1984 war er Vizepräsident und Mitglied des Sekretariats des All-Chinesischen Gewerkschaftsbundes. Danach war er als stellvertretender Leiter und Leiter der Abteilung für Organisation des ZK tätig. Von 1987 bis 1993 gehörte er dem Kabinett des Ministerpräsidenten Li Peng als Minister für staatliche Kontrolle an. Ebenfalls 1987 wurde er auf dem 13. Parteitag zum Mitglied des ZK gewählt.
Auf dem 14. Parteitag der KPCh wurde er 1992 zum Mitglied des Politbüros, Mitglied des Sekretariats sowie zum Sekretär der Zentralen Disziplinarkommission des ZK der KPCh gewählt. Von 1995 bis 1997 war er zusätzlich Sekretär des Parteikomitees von Peking.
Auf dem 15. Parteitag 1997 wurde er zusätzlich zum Mitglied des Ständigen Ausschusses des Politbüros der Kommunistischen Partei Chinas gewählt. Er gehörte damit der obersten Parteiführung an und nahm in diesem Gremium den 6. Rang ein.
Auf dem 16. Parteitag der KPCh 2002 verlor Wei seine Ämter aufgrund einer Altersbegrenzung im Rahmen eines Machtwechsels von Jiang Zemin zu Hu Jintao. Nachfolger wurde dabei der Vertraute des bisherigen Parteichefs Jiang Zemin, Wu Guanzheng.
Auf dem 12. Kongress des All-Chinesischen Gewerkschaftsbundes 1993 wurde er zum Präsidenten des Exekutivkomitees gewählt. Im Oktober 1998 wurde er in diesem Amt auf dem 13. Kongress wiedergewählt.